# Catherine Phiri
Catherine Phiri (sinh ngày 1 tháng 1 năm 1987) là một võ sĩ người Zambia. Cô đã giành được danh hiệu vô địch hạng cân bantam của Hội đồng quyền anh thế giới bằng cách đánh bại võ sĩ người México Yazmin Rivas vào ngày 30 tháng 1 năm 2016 tại México.

## Sự nghiệp quyền anh
Catherine ra mắt vào ngày 25 tháng 7 năm 2011 khi cô đánh bại võ sĩ Zambian Esther Chalwe tại Trung tâm phát triển thể thao quốc gia ở Lusaka. Cô đã giành được danh hiệu vô địch hạng cân bantam của Hội đồng quyền anh thế giới khi đánh bại nhà vô địch thế giới võ sĩ người México Yazmin Rivas vào ngày 30 tháng 1 năm 2016 tại México. Cô trở thành người Zambian đầu tiên giành được danh hiệu WBC tuyến tính sau khi huyền thoại Lottie Mwale thất bại trong nỗ lực vào ngày 28 tháng 11 năm 1980 khi anh thua Saad Muhammad.
Cuộc chiến thứ 13 của cô là vào ngày 27 tháng 8 năm 2016 tại Khu liên hợp chính phủ của Lusaka, nơi cô đã hạ gục Gabisile Tshabalala của Nam Phi để giành danh hiệu nữ võ sĩ hạng WBC World chỉ sau hai phút vào vòng đầu tiên sau khi không đáp trả được sự tức giận từ Catherine. Cô đã mất danh hiệu trọng lượng bantam cho Mariana 'Barby' Juarez của México vào ngày 1 tháng 4 năm 2017, tại México City, México.
Vào ngày 17 tháng 12 năm 2016, Catherine Phiri được Hội đồng Quyền anh Thế giới vinh danh là võ sĩ đầu tiên đến từ Châu Phi giành được danh hiệu trọng lượng bantam WBC. Cô đã hoàn thành điều này bằng cách đánh bại Yazmin Rivas. Vào ngày 2 tháng 11 năm 2017, cô đã thua Kenyan Fatuma Zarika trong trận tranh đai siêu bantam của WBC với quyết định nhất trí 97-92, 98-91 và 99-92. Zarika là đương kim vô địch.

## Giải thưởng
Catherine Phiri cũng đã được trao học bổng học thuật từ Chương trình học bổng nền tảng Justina Mutale vào ngày 9 tháng 6 năm 2016. Cô dự kiến sẽ đi và học Quản lý thể thao tại Trường Kinh tế Châu Âu ở Ý. Tổng thống Zambia Edgar Chagwa Lungu vinh danh Catherine Phiri với huy hiệu Zambia về thành tích xứng đáng cho thành tích của bà trong Ngày Tự do Châu Phi, ngày 25 tháng 5 năm 2017.

## Kỷ lục đấm bốc chuyên nghiệp
| Tóm tắt hồ sơ chuyên môn |                |           |
| 18 chiến đấu             | 13 chiến thắng | 5 thua lỗ |
| Bằng cách loại trực tiếp | 4              | 2         |
| Theo quyết định          | 9              | 3         |

| No.  | Kết quả | Ghi lại             | Phản đối | Kiểu | Vòng thời gian | Ngày                                | Vị trí                                          | Ghi chú |
| ---- | ------- | ------------------- | -------- | ---- | -------------- | ----------------------------------- | ----------------------------------------------- | ------- |
| 14   | Loss    | Mariana Juarez      |          |      |                |                                     |                                                 |         |
| 13   | Win     | Gabisile Tshabalala |          |      |                |                                     |                                                 |         |
| 12   | Win     | Yazmin Rivas        |          |      |                | Trung tâm De Convenciones, Rosarito | Hội đồng quyền anh thế giới Tiêu đề nữ thế giới |         |
| 11   | Loss    | Christina McMahon   |          |      |                |                                     |                                                 |         |
| 10   | Win     | Bukiwe Nonina       |          |      |                |                                     |                                                 |         |
| 9    | Win     | Joyce Chileshe      |          |      |                |                                     |                                                 |         |
| số 8 | Win     | Pia Mazelanik       |          |      |                |                                     |                                                 |         |
| 7    | Win     | Hawa Daku           |          |      |                |                                     |                                                 |         |
| 6    | Win     | Leslie Domingo      |          |      |                |                                     |                                                 |         |
| 5    | Win     | Quên đi             |          |      |                |                                     |                                                 |         |
| 4    | Win     | Hamisa Willy        |          |      |                |                                     |                                                 |         |
| 3    | Win     | Diana Makumbe       |          |      |                |                                     |                                                 |         |
| 2    | Win     | Cicilia Pitiseni    |          |      |                |                                     |                                                 |         |
| 1    | Win     | Esther Chalwe       |          |      |                |                                     |                                                 |         |